# کیوارا مییازاکی
کیوارا مییازاکی (انگلیسی: Kiwara Miyazaki؛ زادهٔ ۱۷ فوریهٔ ۱۹۹۸) بازیکن فوتبال اهل ژاپن است.
از باشگاه‌هایی که در آن بازی کرده‌است می‌توان به باشگاه فوتبال آلبیرکس نیگاتا اشاره کرد.